# یوممو
یئوم‌مو (هانجا: 冉牟) ژنرالی از امپراتوری گوگوریو است.  سوابق او فقط از طریق سنگ قبر کشف شده‌ی مودولو باقی مانده است.

## حرفه
رتبه رسمی او دائه-هیونگ (大兄) است و باورها بر این است که خانواده او از روزهای اولیه بنیان گشتن کشور به خاندان سلطنتی گوگوریو نزدیک بوده‌اند. گفته می‌شود که او با سرکوب شورش‌های درون گوگوریو و شرکت در نبردها علیه دشمنان خارجی مانند مورونگ ژیان‌بی، شایستگی‌هایی کسب کرد و نسل‌ها توسط خانواده سلطنتی گوگوریو به او مناصب رسمی، زمین و افراد تحت الحمایه اعطا شد.

## پاورقی
- الگو:한국민족문화대백과사전